# 中空軸平行カルダン駆動方式

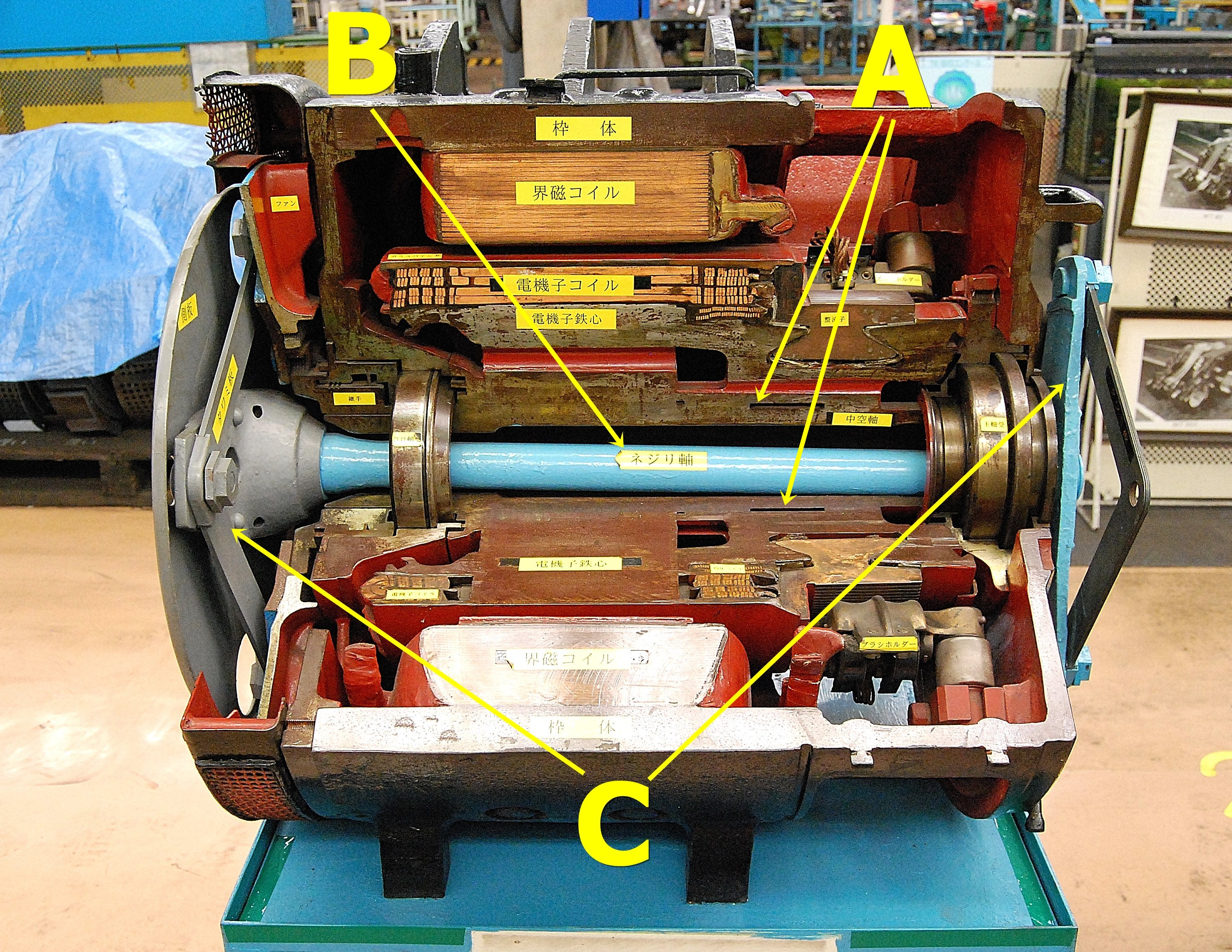
中空軸平行カルダン駆動方式が使用されているMT55形直流電動機のカットモデル。A中空軸･Bねじり軸（駆動軸）･Cたわみ板継ぎ手

中空軸平行カルダン駆動方式（ちゅうくうじくへいこうカルダンくどうほうしき）とは、電気車の主電動機駆動方式のうち、カルダン駆動方式の一種。1941年にスイスの電機メーカー、ブラウン・ボベリが開発し、チューリッヒ市交通局の路面電車に採用された「ディスクドライブ」方式が原型とされる。

## 概要

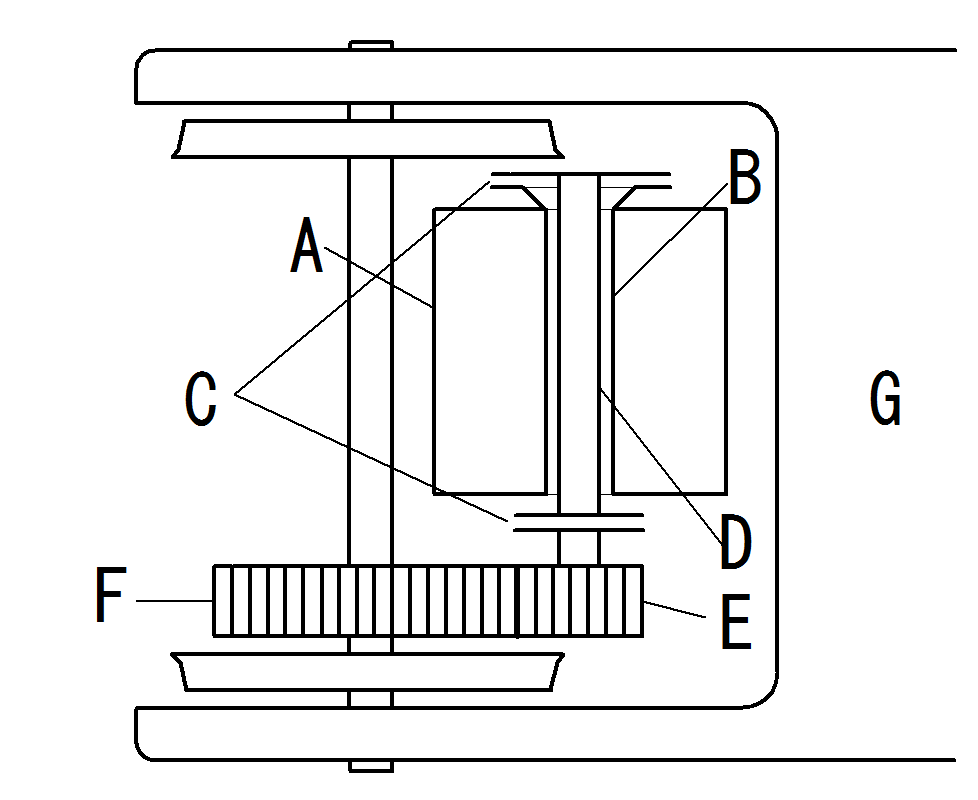
中空軸平行カルダン駆動方式を上から見たモデル図。
Aモーター（台車枠に支持）、B中空軸（電機子軸）、Cたわみ板継ぎ手、Dねじり軸、E小歯車、F大歯車

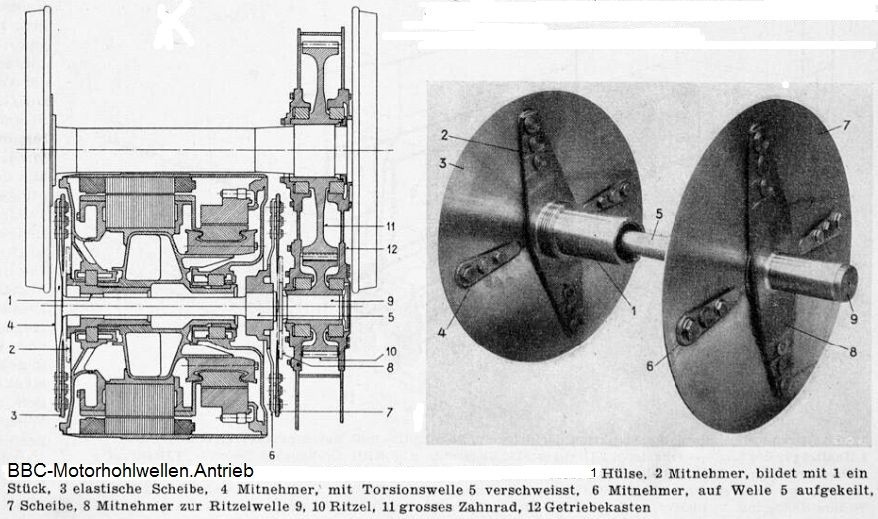
ブラウン・ボベリにより開発されたディスクドライブ

主電動機は輪軸に平行配置して台車枠に支持されており、主電動機の電機子軸を太めの中空軸とし、その両端にたわみ板継ぎ手を装備して、中空軸の中に一本の駆動軸（ねじり軸と呼ばれる）を通す構造となっており、動力の伝達は、中空軸→主電動機出力軸の反対側のたわみ板継ぎ手→中空軸の中の駆動軸→主電動機出力軸側のたわみ板継ぎ手→小歯車と伝達される。
出力軸を小歯車の反対側から出すことでねじり軸の実効長が確保でき、ねじり軸の移動角度を小さく抑えたまま、継ぎ手全体としては十分な変位量を確保できるため、車両の上下動が大きくなる高速走行時でもスムーズに大きな力を伝達できる。主電動機と歯車装置は、共に台車枠に支持され、その重量が台車の軸ばねを介して輪軸に掛かるため、ばね下重量が小さくなり、レールや台車への衝撃が少なくなる。
中空軸を通すためモータの直径は大きくなるものの、WN駆動方式に比して軸方向の寸法を短くできることから、開発当時は、特に狭軌鉄道に出力の大きなモーターを搭載する場合に適していた。

## 日本での導入例

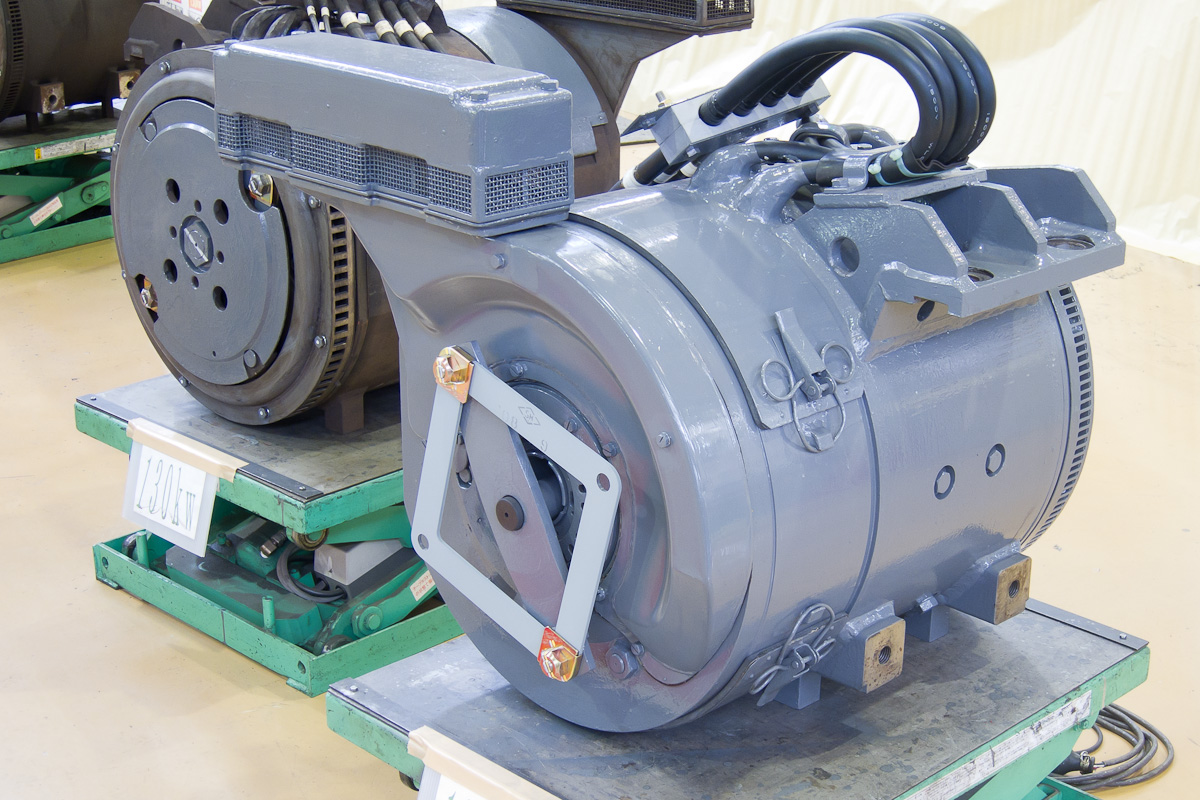
中空軸平行カルダン駆動方式の150 kW直流直巻電動機。
中実の出力軸（ねじり軸）にたわみ板継ぎ手が装着された状態。電機子側の中空軸とは中心がずれている様子がわかる。

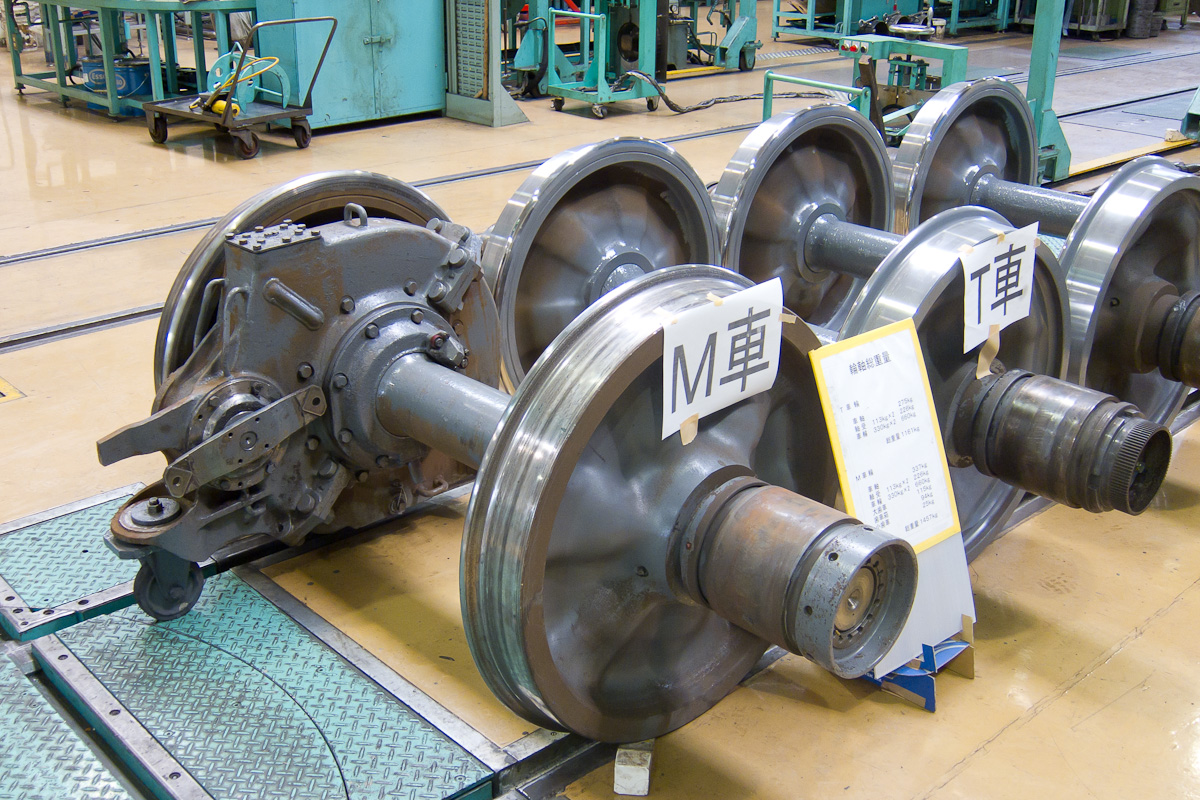
中空軸平行カルダン駆動方式の輪軸。
輪軸以外のバネ下重量は大歯車と減速機の一部のみとなり、吊り掛け駆動方式に比べて非常に小さい。

東洋電機製造が、日本初の可撓継手による平行駆動装置2種類（ブラウンボベリのディスク方式にヒントを得た、たわみ板による中空軸カルダンとWN継手に類似の中実軸歯形継手）を1952年（昭和27年）11月に京阪神急行電鉄（現・阪急電鉄）京都線751で現車試験をした。この試験結果を受け、最初の実用中空軸平行カルダン駆動装置を1953年（昭和28年）6月に完成した京阪電気鉄道1800型1801用として1セット納入した。駆動機構は、主電動機側に緩衝ゴムと歯形継手、ピニオンギア側にたわみ板継手を使用した。1954年（昭和29年）には世界初の1,067 mm狭軌用としてたわみ板継手式中空軸カルダン駆動装置を名古屋鉄道と南海電気鉄道に納入し、同年路面電車用として西日本鉄道福岡市内線に投入した1000形に採用された。
1957年（昭和32年）には日本国有鉄道（国鉄）モハ90系の駆動装置として採用された。三菱電機がアメリカ企業のウェスティングハウス・エレクトリックのライセンシーとして製造したWN駆動方式に比べ、軸方向の寸法を最小で済ませることができてスペース効率に優れることと、ギアボックスと主電動機の電機子軸の相対位置の変動幅を大きく取れ、劣悪な軌道条件での追従性に優れることから、狭軌の鉄道事業者を中心に普及した。なお、この種の駆動方式ではたわみ板の疲労破壊が問題となるが、1970年（昭和45年）に総武緩行線を走行していた101系電車でたわみ板の破損が発生し、破損したたわみ板によって制御線が短絡されるという暴走事故にまで発展したものの（死傷者なし）、その後たわみ板は全数交換され類似トラブルはほとんど皆無となった。
その後たわみ板継手を2個組み合わせた形状のTD (Twin Disc) 継手と中実軸の主電動機を用いる「TD平行カルダン駆動方式」が開発された。一方でVVVFインバータ制御と誘導電動機の組み合わせが普及した。結果として主電動機の小型化が推進されたことから中空軸平行カルダン駆動の優位性は相対的に低下し、近時の新系列の電車で本方式を採用する例はほとんど見られなくなった。

### 採用した鉄道事業者
- 東京急行電鉄（現・東急、鉄道事業は東急電鉄として分社化）
- 東武鉄道
- 京王帝都電鉄（現・京王電鉄）
- 京浜急行電鉄
- 京成電鉄
- 西武鉄道
- 小田急電鉄（3000形、3100形）
- 伊豆箱根鉄道（3000系）
- 静岡鉄道（1000形）
- 遠州鉄道（1000形）
- 名古屋鉄道
- 京阪電気鉄道
- 南海電気鉄道（東洋電機製造製主電動機車両の11001系（狭軌用では日本初）・20001系・21001系）
- 阪堺電気軌道
- 阪神電気鉄道
- 阪急電鉄（京都線の初代1300系・2300系・2800系・3300系）
- 西日本鉄道
- 福井鉄道
- 富山地方鉄道
- 日本国有鉄道（国鉄）（207系900番台はTD平行カルダン駆動方式）
- 北海道旅客鉄道（JR北海道）（721系）
- 東日本旅客鉄道（JR東日本）
- 東海旅客鉄道（JR東海））（211系、213系、311系、371系）
- 西日本旅客鉄道（JR西日本）（JR西日本の新造車での採用実績は205系1000番台、211系クモロ211・モロ210形（廃車）、213系増備車、それに221系の4系列のみ。207系以降のVVVFインバータ車は一部例外[注 3]を除いてWN駆動方式）
- 九州旅客鉄道（JR九州）
- 横浜市交通局
- 福岡市交通局（1000系・2000系）